# François Ozon
François Ozon (ur. 15 listopada 1967 w Paryżu) – francuski reżyser, scenarzysta i producent filmowy.
Jego filmy stanowią satyryczne spojrzenie na rzeczywistość, a istotną rolę odgrywają kwestie ludzkiej seksualności (często pojawiają się w nich wątki homoseksualne). Międzynarodową sławę przyniosły mu filmy 8 kobiet (2002) oraz Basen (2003).

## Życiorys

### Rodzina i edukacja
Jest synem René Ozona i Anne-Marie. Wychowywał się z bratem Guillaume'em i siostrą Julie. W dzieciństwie występował jako model.
W 1993 ukończył reżyserię we francuskiej szkole filmowej FEMIS (Fondation Européenne pour les Métiers de l'Image et du Son) oraz studiował filmoznawstwo na Sorbonie.

### Kariera
W czasie studiów w Institut des Hautes Études Cinématographiques nakręcił kilka filmów krótkometrażowych, w tym Une robe d’été (1996) czy Scènes de lit (1998), w których już ujawnił się jego charakterystyczny styl. Jego debiutancki film pełnometrażowy Sitcom (1998) został przychylnie przyjęty przez krytykę i publiczność.
Kolejnym filmem w jego reżyserii była adaptacja prozy Fassbindera Krople wody na rozpalonych kamieniach (2000). Ale dopiero 8 kobiet (2002) z całą plejadą gwiazd francuskiego kina (Catherine Deneuve, Fanny Ardant, Isabelle Huppert, Emmanuelle Béart) pojawił się w kinach poza Francją. To groteskowe połączenie klasycznego kryminału, którego akcja dzieje się w jednym pomieszczeniu, oraz musicalowych popisów było także dużym sukcesem kasowym. Film Basen (2003) z Charlotte Rampling i Ludivine Sagnier w rolach głównych uznawany jest za najbardziej osobisty z jego obrazów.
Jest jawnym gejem.

## Filmografia

### Reżyser

#### Filmy fabularne
- 1997 Spójrz na morze (Regarde la mer)
- 1998 Sitcom
- 1998 Zbrodniczy kochankowie (Les amants criminels)
- 1999 Krople wody na rozpalonych kamieniach (Gouttes d’eau sur pierres brulantes)
- 2000 Pod piaskiem (Sous le sable)
- 2002 8 kobiet (8 femmes)
- 2003 Basen (Swimming Pool)
- 2004 5x2 pięć razy we dwoje (5x2)
- 2005 Czas, który pozostał (Le temps qui reste)
- 2007 Angel (Angel)
- 2009 Schronienie (Le refuge)
- 2009 Ricky
- 2010 Żona doskonała (Potiche)
- 2012 U niej w domu (Dans la maison)
- 2013 Młoda i piękna (Jeune et jolie)
- 2014 Nowa dziewczyna (Une nouvelle amie)
- 2016 Frantz
- 2017 Podwójny kochanek (L'amant double)
- 2019 Dzięki Bogu (Grâce à Dieu)
- 2020 Lato ’85 (Été 85)
- 2021 Wszystko poszło dobrze (Tout s’est bien passé)
- 2022 Peter von Kant
- 2023 Moja zbrodnia (Mon crime)
- 2024 Quand vient l'automne

#### Filmy krótkometrażowe
- 1991 Une goutte de sang
- 1991 Peau contre peau (les risques inutiles)
- 1991 Le Trou madame
- 1991 Deux plus un
- 1992 Thomas reconstitué
- 1993 Victor
- 1994 Une rose entre nous (Róża między nami)
- 1994 Action vérité
- 1995 La petite mort (Mała śmierć)
- 1996 Letnia sukienka (Une robe d’été)
- 1997 Scènes de lit
- 1998 X2000